# Joseph Meissonnier (peintre)
Pour les articles homonymes, voir Meissonier.
Ne doit pas être confondu avec Joseph Meissonnier (guitariste).
Joseph Meissonnier (1864-1943), est un peintre provençal, natif d'Avignon, qui fut l'élève de Pierre Grivolas, Eugène Dufour et Paul Saïn.

## Biographie
Né à Avignon le 4 mai 1864, cet artiste peintre fit partie du « Groupe des Treize » créé en 1912 par Clément Brun où il se lia d'amitié avec Joseph Hurard. Il participa à une première exposition le 21 décembre 1912 qui connut un franc succès, suivie d'une seconde exposition le 18 décembre 1913, qui fut aussi la dernière du Groupe. Il décéda à Villeneuve-lès-Avignon le 4 novembre 1943.

## Œuvres

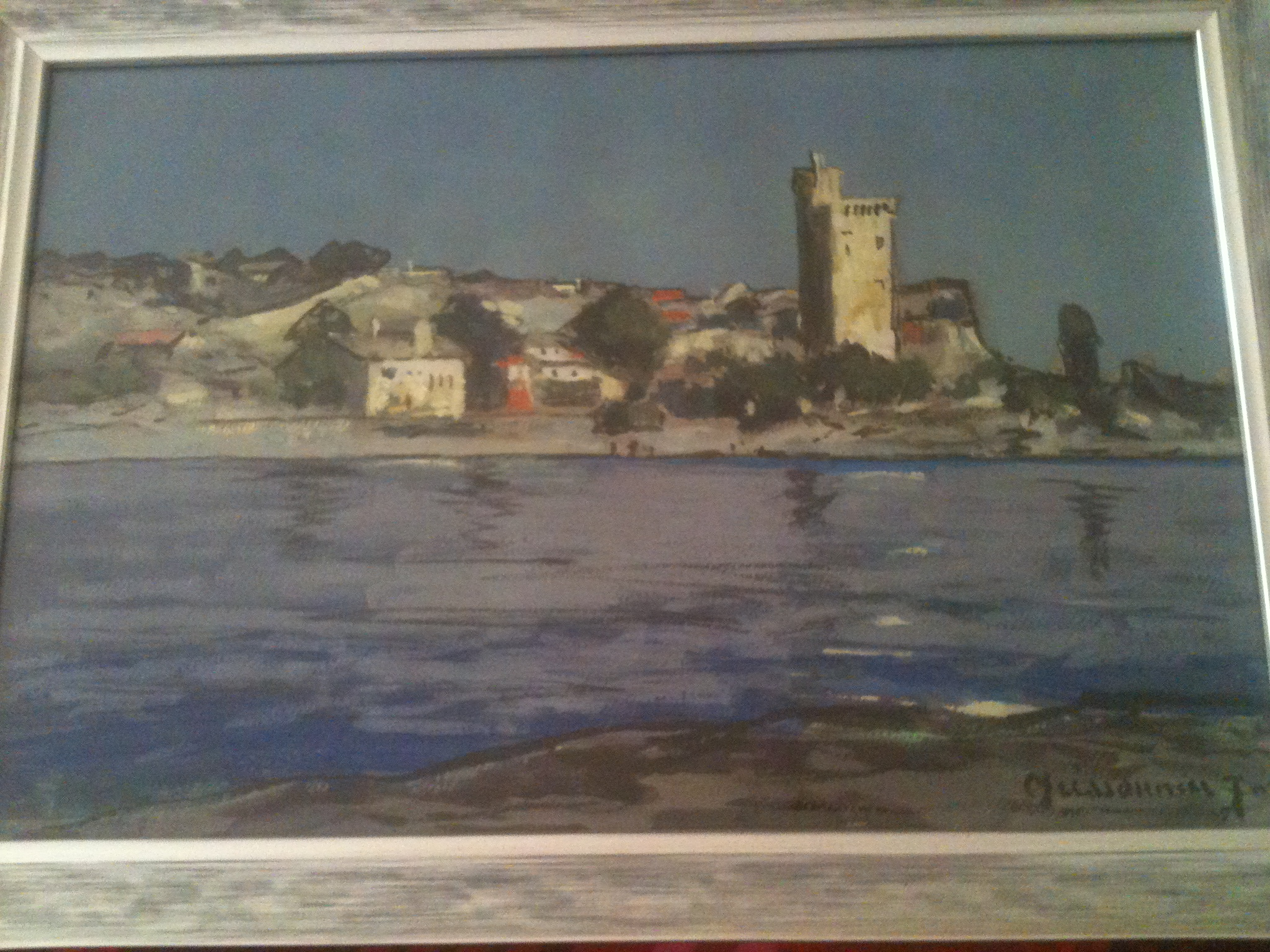
Joseph Meissonnier: Vue de Villeneuve et la Tour Philippe Le Bel

- Montfavet, huile sur carton, 38 × 61 cm, Collection particulière[4]

- Vue d'Avignon de la Barthelasse.
- Attelage sur la plage
- Le pont d'Avignon
- Martigues
- Balade au bord du Rhône
- Vue d'Avignon prise de Villeneuve
- La fontaine aux Martigues
- Vieille fontaine à Menton
- La grande fontaine à Salon-de-Provence